# Fabiano
Fabiano  è un nome proprio di persona italiano maschile.

## Varianti
- Femminili: Fabiana[4]

### Varianti in altre lingue
- Basco: Fabian
- Catalano: Fabià
- Ceco: Fabián
- Croato: Fabijan[2]
- Danese: Fabian[3]
- Esperanto: Fabiano
- Francese: Fabien[2][3]
  - Femminili: Fabienne[4][3]
- Greco moderno: Φαβιανός (Favianos)
- Inglese: Fabian[2][3], Fabyan[3]
- Latino: Fabianus[1][2][3][5]
  - Femminili: Fabiana[4]
- Lettone: Fabiāns
- Lituano: Fabijonas
- Norvegese: Fabian[3]
- Olandese: Fabian[2][3], Fabianus
- Polacco: Fabian[2][3]
- Portoghese: Fabiano[2][3]
  - Femminili: Fabiana[4]
- Rumeno: Fabian
- Russo: Фабиан (Fabian)
- Slovacco: Fabián
- Sloveno: Fabijan[2]
- Spagnolo: Fabián[3]
  - Femminili: Fabiana[4]
- Svedese: Fabian[3]
- Tedesco: Fabian[2][3]
- Ungherese: Fábián[2]

## Origine e diffusione
Continua il cognomen gentilizio Fabianus, un patronimico derivante da Fabius (Fabio); ha quindi il significato di "attinente a Fabio", "appartenente a Fabio",  "discendente di Fabio".

## Onomastico
L'onomastico si festeggia solitamente il 20 gennaio in ricordo di san Fabiano, Papa. Con questo nome si ricorda anche un altro san Fabiano, martire con altri compagni a Catania e commemorato il 31 dicembre.

## Persone
- Fabiano, papa e santo

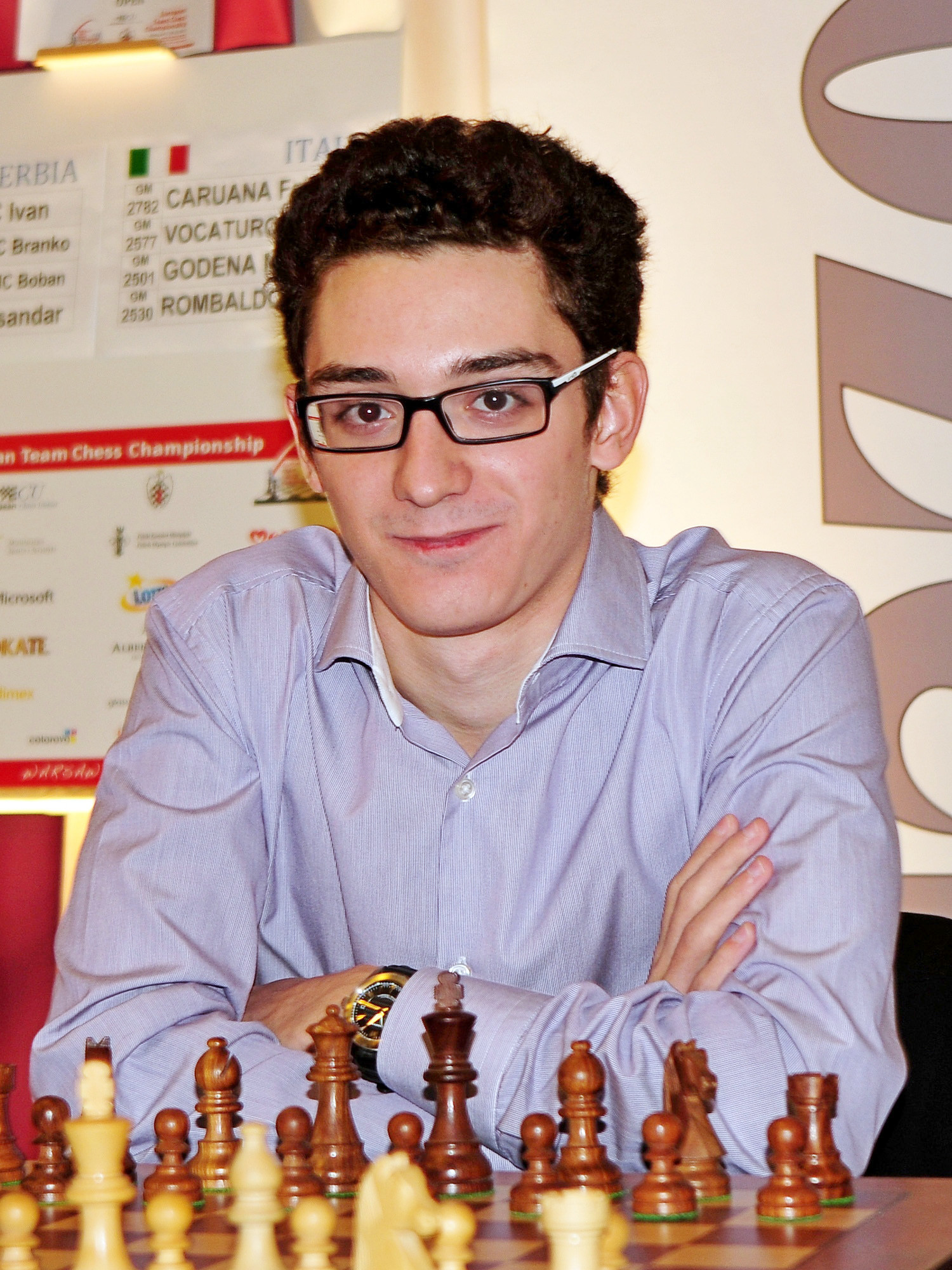
Fabiano Caruana

- Fabiano Assad, giocatore di calcio a 5 brasiliano naturalizzato italiano
- Fabiano Ballarin, calciatore italiano
- Fabiano Brambilla, calciatore italiano
- Fabiano Caruana, scacchista italiano
- Fabiano Fabiani, dirigente d'azienda e giornalista italiano
- Fabiano Fontanelli, ciclista su strada e dirigente sportivo italiano
- Fabiano Lima Rodrigues, calciatore brasiliano
- Fabiano Medina da Silva, calciatore brasiliano
- Fabiano Santacroce, calciatore italiano

### Variante Fabian

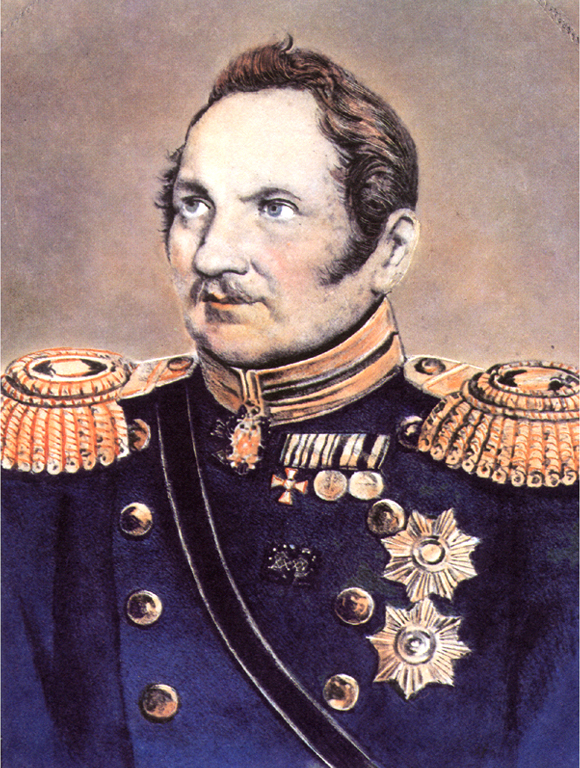
Fabian Gottlieb von Bellingshausen

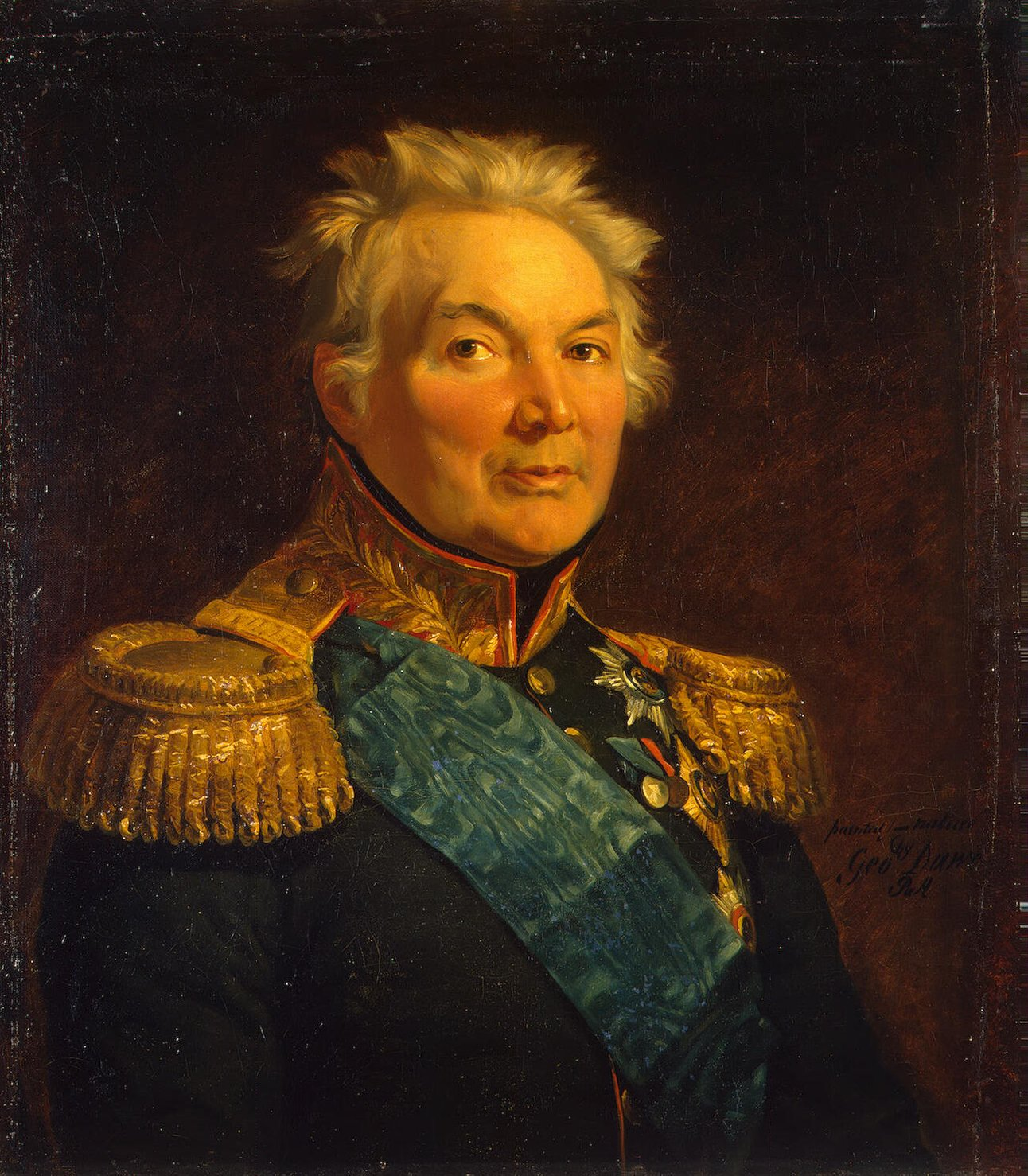
Fabian Gottlieb von Osten-Sacken

- Fabian, cantante, attore e personaggio televisivo statunitense
- Fabian Barbiero, calciatore australiano
- Fabian Birkowski, scrittore polacco
- Fabian Bourzat, pattinatore artistico su ghiaccio francese
- Fabian Cancellara, ciclista su strada svizzero
- Fabian Delph, calciatore britannico
- Fabian Ernst, calciatore tedesco
- Fabian Halbig, musicista e attore tedesco
- Fabian Hambüchen, ginnasta tedesco
- Fabian Lustenberger, calciatore svizzero
- Fabian Nicieza, fumettista e curatore editoriale statunitense
- Fabian Picardo, politico britannico
- Fabian Gottlieb von Bellingshausen, esploratore e militare russo
- Fabian Gottlieb von Osten-Sacken, generale russo
- Fabian von Schlabrendorff, giurista e militare tedesco
- Fabian von Steinheil, generale russo

### Variante Fabián

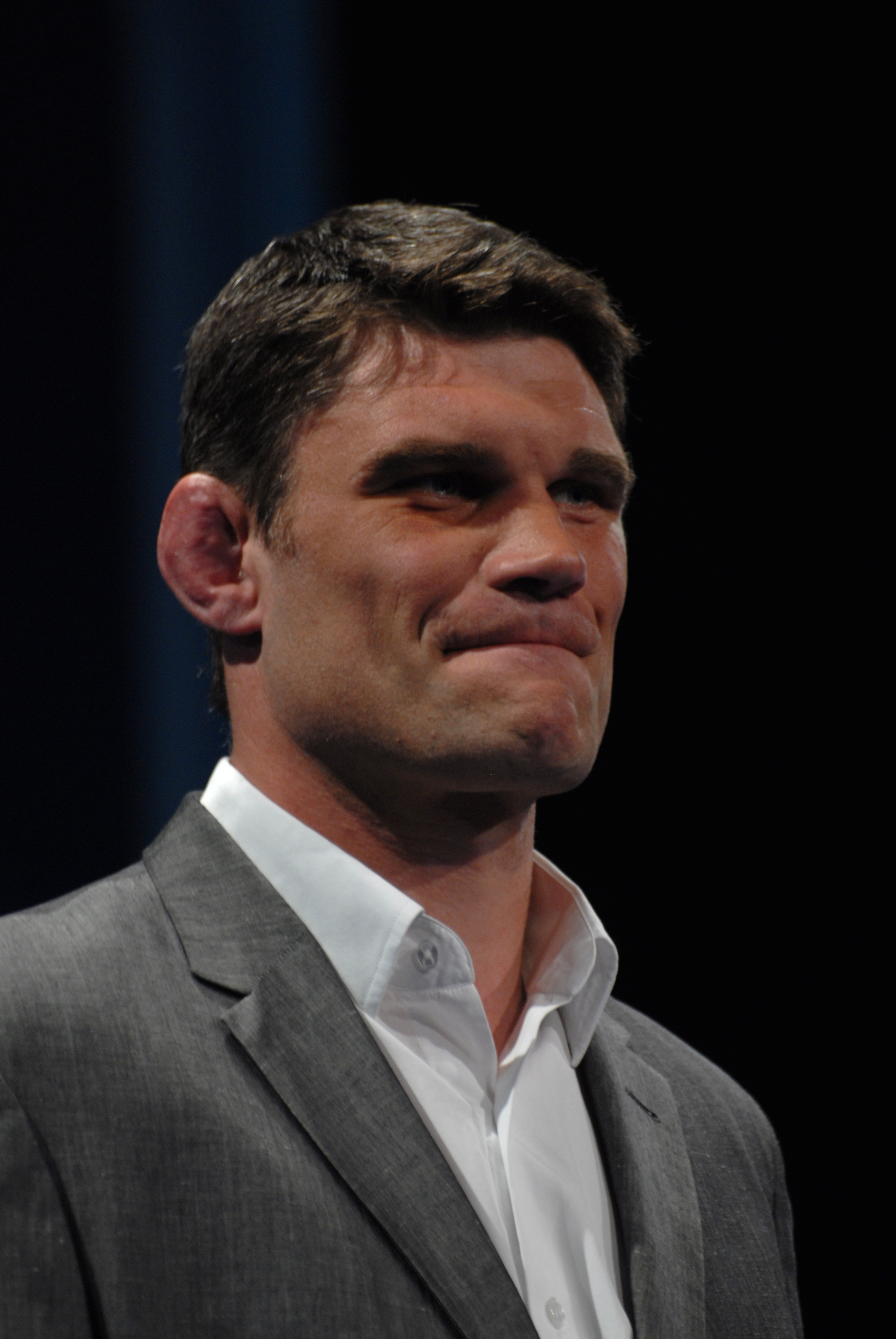
Fabien Pelous

- Fabián Alarcón, politico ecuadoriano
- Fabián Canobbio, calciatore uruguaiano
- Fabián Carini, calciatore uruguaiano
- Fabián Espíndola, calciatore argentino
- Fabián López, allenatore di calcio a 5 argentino
- Fabián Mazzei, attore argentino naturalizzato spagnolo
- Fabián O'Neill, calciatore uruguaiano

### Variante Fabien

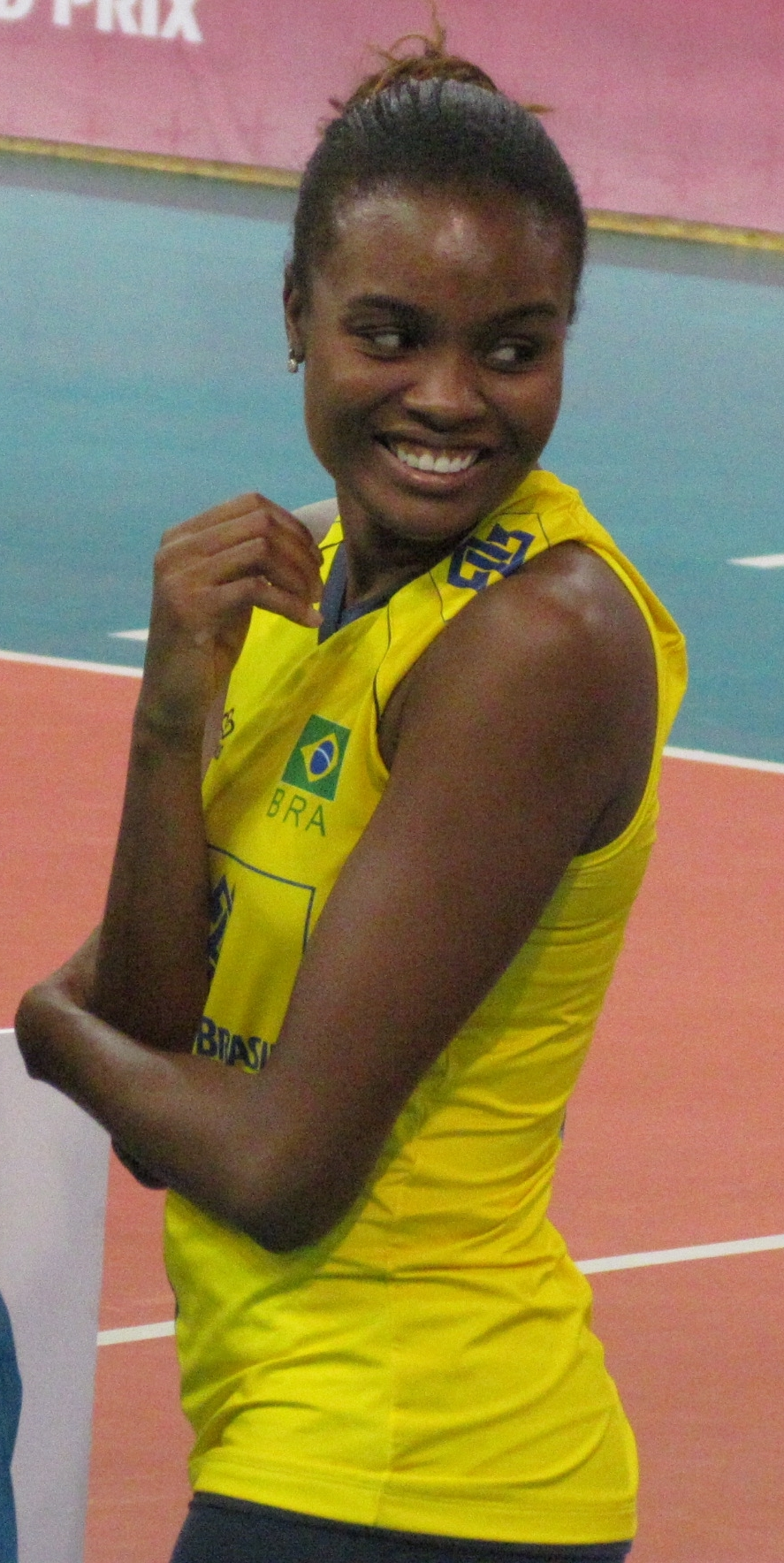
Fabiana Claudino

- Fabien Barcella, rugbista a 15 francese
- Fabien Baron, direttore artistico e designer francese
- Fabien Barthez, calciatore francese
- Fabien Debec, calciatore francese
- Fabien Foret, pilota motociclistico francese
- Fabien Galthié, rugbista a 15, allenatore di rugby, dirigente sportivo e commentatore televisivo francese
- Fabien Pelous, rugbista a 15 francese
- Fabien Remblier, attore e regista francese

### Variante femminile Fabiana

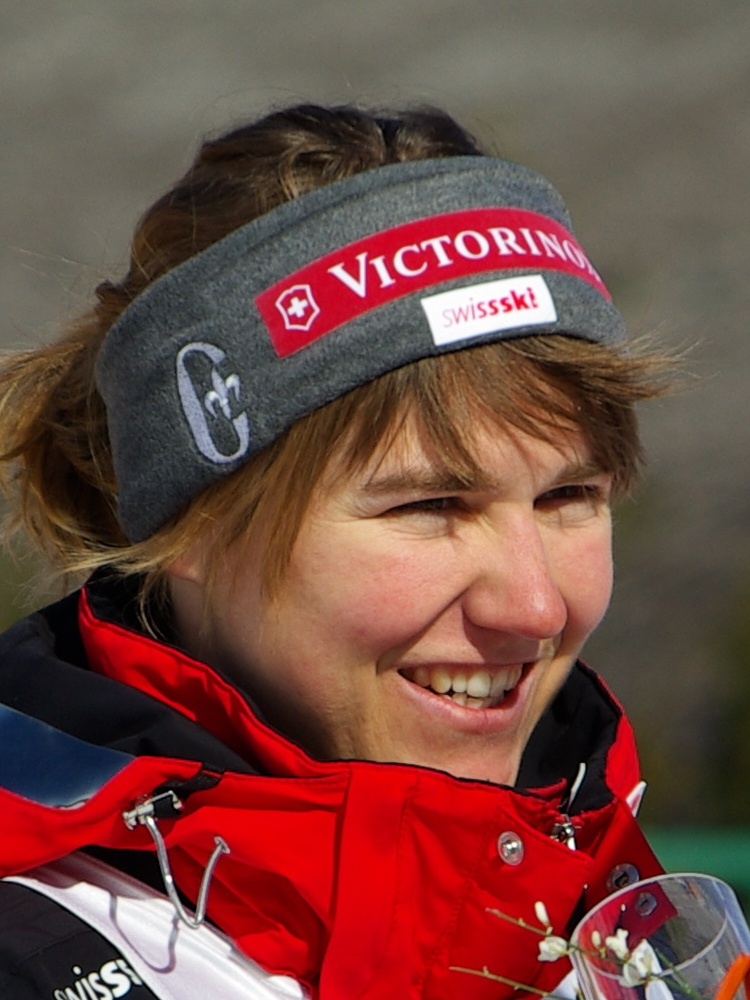
Fabienne Suter

- Fabiana, conduttrice radiofonica e pubblicista italiana
- Fabiana Claudino, pallavolista brasiliana
- Fabiana Dadone, politica italiana
- Fabiana de Oliveira, pallavolista brasiliana
- Fabiana Fares, pentatleta italiana
- Fabiana García Lago, attrice argentina
- Fabiana López, schermitrice messicana
- Fabiana Luperini, ciclista su strada italiana
- Fabiana Mollica, bobbista italiana
- Fabiana Murer, atleta brasiliana
- Fabiana Redivo, scrittrice italiana
- Fabiana Udenio, attrice italiana

### Variante femminile Fabienne
- Fabienne Courtiade, medaglista francese
- Fabienne Godet, regista e sceneggiatrice francese
- Fabienne Serrat, sciatrice alpina francese
- Fabienne Shine, cantante, modella e attrice francese
- Fabienne Suter, sciatrice alpina svizzera

### Altre varianti femminili
- Fabiane Niclotti, modella brasiliana

## Il nome nelle arti
- Fabien Niederbühl è un personaggio della soap opera Tempesta d'amore.
- Fabiano detto Inoki è il titolo di un album del cantante hip hop Inoki.